# Карл Бедекер
Карл Бедекер (Есен, 3. новембар 1801 — Кобленц, 4. октобар 1859) је био немачки издавач књига.
Син штампара и књижара Бедекер је 1827. године основао предузеће у Кобленцу које се прославило књигама водичима.